# Bel canto
Bel canto (tal. lijepo pjevanje) je naziv za talijansku vokalnu tehniku osamnaestog stoljeća u kojoj se posebna pažnja više posvećuje ljepoti tona i njegovoj briljantnoj izvedbi nego dramatičnim izražajima i romantičkim emocijama.
Ova je tehnika pjevanja tokom povijesti trpila brojne kritike kao što su korištenje tehnike radi nje same (bez previše obzira prema cjelini glazbenog djela) i učestalo naglašavanje virtuoznih elemenata (koloratura), no glazbeni stručnjaci slažu se oko vrhunske umjetničke vrijednosti ove tehnike koja se veže uz najbolja djela najznačajnijih opernih skladatelja (W. A. Mozart, G. Rossini, G. Donizetti i dr.). Karakteristika ove tehnike pjevanja je korištenje cijelog vokalnog instrumenta a ne samo dijela instrumenta kao u lied tehnici pjevanja. Oslonac tona je vrlo nisko te je posljedica potpuno uniformirani glas u cijelom vokalnom rasponu pjevača. Često se krivo misli da je belcanto samo poseban način interpretacije međutim postoji niz ostalih bitnih elemenata koji čine belcanto glas. 
Rani razvoj tehnike bel canta usko je vezan uz razvoj talijanske opere serije.

### Značajni skladatelji
- 18. stoljeće: Giovanni Battista Bononcini, Baldassare Galuppi, Domenico Cimarosa, Alessandro Scarlatti, Antonio Vivaldi i ostali.
- 19. stoljeće: Gioacchino Rossini, Vincenzo Bellini, Gaetano Donizetti

### Veliki izvođači bel canta
- 19. stoljeće: Giuditta Pasta, Isabella Colbran, Maria Malibran, Giovanni-Battista Rubini, Mattia Battistini, Jenny Lind, Sophie Crüwell
- 20. stoljeće: Alessandro Bonci, Giacomo Lauri-Volpi, Luisa Tetrazzini,  Tito Schipa, Rosa Ponselle, Maria Callas, Joan Sutherland, Marilyn Horne, Alfredo Kraus, Edita Gruberova, Luciano Pavarotti, Renato Bruson, Montserrat Caballé, Piero Capucilli, Franco Corelli, Carlo Cossutta